# Kötthack

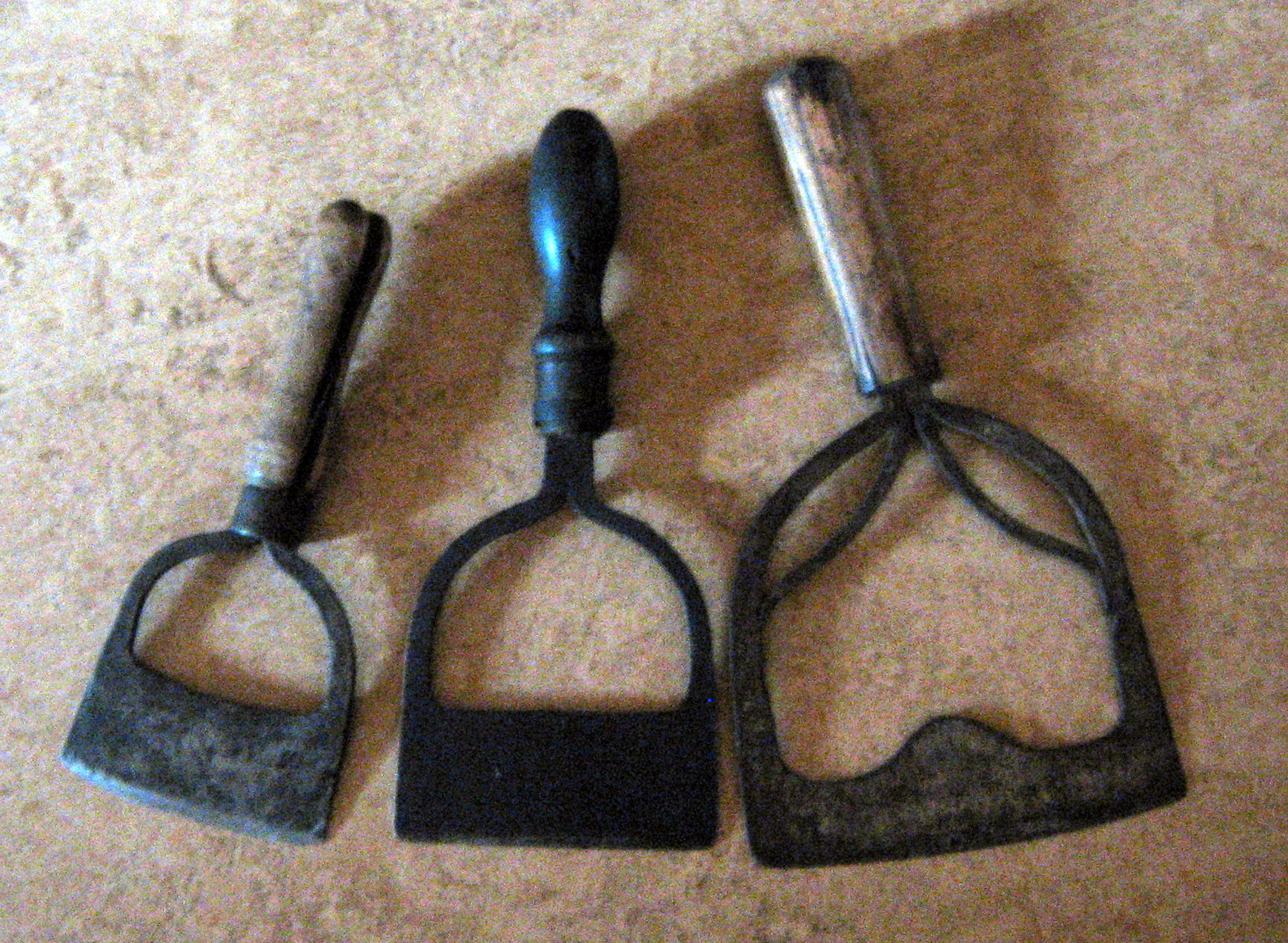
Kötthackar, från vänster Uppländsk sent 1700-tal, troligen från Vira (senare skaft), mitten Virakötthack signerad av smeden Fabian Stigberg (1811–1874), längst till höger gotländsk kötthack, bysmide.

Kötthack eller hackkniv var ett äldre redskap för tillverkning av köttfärs. Hackknivarna kunde även användas vid grönsakshackning. De brukades parvis – en i varje hand i en hacklåda. En variant med helsmitt skaft i stället för byglar kallades Kålhack. Avgränsningen vad gäller användning var inte så exakt.
Särskilda hackknivar blev vanliga under 1600-talet, då i en typ som liknar senare tiders köttyxor. Modellen uppkommer troligen i Tyskland. De ersätts under 1700-talet av en ny typ av kötthackar. Vira bruk var fram till slutet av 1800-talet en betydande tillverkare av kötthackar. Den hantverksmässiga tillverkningen ersattes i slutet av 1800-talet av en industriell tillverkning vid större fabriker som Eskilstuna jernmanufaktur. I början av 1900-talet ersattes kötthacken av köttkvarnen.